# Lunacy
Lunacy (月花霧幻譚 TORICO?, Gekka Mugentan Torico) è un videogioco d'avventura sviluppato da System Sacom e pubblicato nel 1996 da SEGA per Sega Saturn.

## Trama
Il protagonista del gioco è Fred, un individuo senza memoria del suo passato.